# Фрис, Вальтер
Вальтер Фрис (нем. Walter Fries; 22 апреля 1894 — 6 августа 1982) — немецкий офицер, участник Первой и Второй мировых войн, генерал танковых войск, кавалер Рыцарского креста с Дубовыми листьями и Мечами.

## Начало военной карьеры
В октябре 1912 года поступил на военную службу добровольцем, в пехотный полк. Уволился в запас после года службы, получил звание вице-фельдфебель.

## Первая мировая война
3 августа 1914 года призван из запаса на военную службу. В январе 1915 года произведён в звание лейтенант резерва (то есть без окончания военного училища). С августа 1915 — командир пехотной роты. За время войны награждён Железными крестами обеих степеней.

## Между мировыми войнами
По окончании войны демобилизован. С января 1919 года на службе в полиции (принят в звании лейтенанта), к 1934 году дослужился до майора полиции.
В марте 1936 года вернулся на службу в армии, в звании майора. С марта 1938 — подполковник, командир батальона 15-й моторизованной пехотной дивизии.

## Вторая мировая война
Участвовал в Польской и Французской кампаниях, получил планки к Железным крестам обеих степеней (повторное награждение).
С ноября 1940 года — командир полка 36-й пехотной дивизии. С марта 1941 — полковник.
С 22 июня 1941 года участвовал в германо-советской войне. Бои в районе Полоцка, затем под Москвой. В декабре 1941 полковник Фрис награждён Рыцарским крестом, в октябре 1942 — Золотым немецким крестом.
В январе-марте 1943 — преподаватель в пехотном училище. С марта 1943 — командир 29-й моторизованной дивизии (во Франции), с июня 1943 Фрис в звании генерал-майор. С июля 1943 года 29-я дивизия (переформированная в танково-гренадерскую) — в Южной Италии.
С января 1944 года — в звании генерал-лейтенант, за бои в Италии награждён Дубовыми листьями (№ 378) к Рыцарскому кресту, в августе 1944 — Мечами (№ 87) к Рыцарскому кресту с Дубовыми листьями.
С сентября 1944 года — командующий 46-м танковым корпусом (в районе Варшавы), с декабря 1944 произведён в звание генерал танковых войск.
19 января 1945 года за отступление от Варшавы генерал танковых войск Фрис был отстранён от командования корпусом, 24 марта 1945 по приказу Гитлера отдан под суд военного трибунала. Гитлер требовал смертного приговора, но трибунал признал генерала Фриса невиновным. Однако новой должности Фрис не получил. 8 мая 1945 года он был взят в американский плен.

## После войны
Отпущен из плена в июне 1947 года.

## Награды
- Железный крест (1914) 2-го и 1-го класса
- Нагрудный знак «За ранение» (1918) чёрный
- Почётный крест Первой мировой войны 1914/1918 с мечами (1934)
- Медаль «За выслугу лет в вермахте» с 4-го по 1-й класс
- Медаль «В память 1 октября 1938 года» с пряжкой «Пражский замок» (1938)
- Пряжка к Железному кресту 2-го класса (24 сентября 1939)
- Пряжка к Железному кресту 1-го класса (9 октября 1939)
- Медаль «За зимнюю кампанию на Востоке 1941/42»
- Нагрудный штурмовой пехотный знак в серебре
- Рыцарский крест Железного креста с дубовыми листьями и мечами
  - рыцарский крест (14 декабря 1941)
  - дубовые листья (№ 378) (29 января 1944)
  - мечи (№ 87) (11 августа 1944)
- Немецкий крест в золоте (9 октября 1942)
- Упоминание в Вермахтберихт (28 июня 1944 и 29 июля 1944)